# Harpendyreus juno
Harpendyreus juno är en fjärilsart som beskrevs av Butler 1897. Harpendyreus juno ingår i släktet Harpendyreus och familjen juvelvingar. Inga underarter finns listade i Catalogue of Life.